# Marie Muthreich
Marie Muthreich, verh. Marie Barsch (* 23. April 1884 in Leppersdorf im Landkreis Landeshut (Schlesien), ab 1903 Ortsteil von Landeshut; † 21. April 1961 in Frankenberg), war eine deutsche Lyrikerin, Erzählerin und Biographin.

## Jugend und Ausbildung
Marie Muthreich kam am 23. April 1884 als Tochter des Gymnasialoberlehrers Karl Muthreich, der aus Thüringen stammte, und seiner Frau Bertha zur Welt. Drei ältere Geschwister waren verstorben und Marie wuchs mit ihren jüngeren Schwestern Susanne († 1957) und Bertha, später verehelichte Börner, auf. 1899 wurde Karl Muthreich an das Friedrichgymnasium in Breslau berufen, wo Marie Muthreich erst eine Kunstschule, dann eine Ausbildung zur Erzieherin absolvierte. Zunächst wurde sie für anderthalb Jahre an einer privaten Mädchenschule angestellt, ab 1905 unterrichtete sie fünfzehn Jahre an der städtischen Volksschule.

## Lyrikerin und Erzählerin
Im Herbst 1911 trat Marie Muthreich der Breslauer Dichterschule bei und veröffentlichte erste Novellen und Lyrik in deren Vereinsorgan Monatsblätter sowie im ersten Band der Reihe Schlesische Bücher.
Der Direktor des Breslauer Stadttheaters Theodor Löwe vermittelte einen Verleger für ihren ersten Gedichtband In der Sonne.
Im Dezember 1920 heiratete Marie Muthreich den verwitweten Schriftsteller Paul Barsch.

## NS-Zeit, Zweiter Weltkrieg und Vertreibung
Mitte der 1930er Jahre begann Marie Muthreich-Barsch mit der Arbeit an einer in Briefen an Paul Barsch geschriebenen Schilderung seines Lebens. Doch weder diese noch sein Erfolgsroman Von Einem, der auszog durften wegen der sozialdemokratischen Sympathien Paul Barschs nach 1933 erscheinen. Der ehemalige Reichstagspräsident Paul Löbe fand, nachdem er im Januar 1944 ausgebombt war, mit seiner Frau Unterkunft im Sommerhaus der Eheleute Barsch in Schieferstein am Zobten, wurde dort aber nach dem Attentat auf Adolf Hitler vom 20. Juli 1944 verhaftet und in das KZ Groß-Rosen verbracht.
Marie Muthreich-Barsch hielt auch nach 1933 Kontakt mit emigrierten und in Deutschland gebliebenen jüdischen Mitgliedern der Breslauer Dichterschule. Von Sommer 1939 bis Frühjahr 1945 hatte sie eine Wohnung in Berlin-Wilmersdorf. Einer vierköpfigen jüdischen Familie aus ihrer Nachbarschaft, die sich seit dem 27. Februar bis März 1943 illegal in einer Laubenkolonie in Oranienburg versteckt halten musste, half sie mit Lebensmitteln und Arbeitsaufträgen.
Der Nachlass von Paul Barsch und seine wertvolle Autographensammlung mit Handschriften von Eichendorff, Freiligrath, und umfangreichen Briefwechseln mit Gerhart und Carl Hauptmann, Detlev von Liliencron, Carl Hermann Busse, Karl Bleibtreu und vielen anderen Autoren des Naturalismus ging im Zweiten Weltkrieg verloren; mit der Vertreibung der Deutschen aus Schlesien verlor Marie Muthreich auch das Sommerhaus in Schieferstein mit allem, was darin deponiert war.

## Letzte Jahre
Nach dem Krieg ließ sich Marie Muthreich zunächst in Neuenrade nieder; später lebte sie teils bei ihrer Schwester Susanne in Werdohl, wo sie an der Volkshochschule beschäftigt war, teils bei ihrer verheirateten Schwester Bertha Börner in Frankfurt am Main. Sie pflegte Verbindungen zu zahlreichen schlesischen Autoren, unter anderem zum Wangener Kreis, wo alljährlich eine Paul-Barsch-Plakette verliehen wurde.
1956 veröffentlichte sie die Biographie von Paul Barsch Freund unter Freunden, über die Paul Löbe, inzwischen Alterspräsident des Deutschen Bundestages, schrieb: „Es ist eine stimmungsvolle Schilderung der Welt, in der unser Paul Barsch lebte und wirkte … Dabei begegnen uns die alten vertrauten Gestalten, die geistigen und seelischen Gefährten unseres Wandersmannes, Hauptmann und Hermann Stehr, Philo vom Walde und Max Heinzel, die sich harmonisch ergänzen und gegenseitig befruchten. Es scheint, daß wir neben ihnen sitzen – ihren Gesprächen lauschen, – als nähmen sie den Leser auf in ihren Kreis.“
Am 21. April 1961 verstarb Marie Muthreich in Frankenberg (Eder).

## Werke
- mit Paul Keller, Marie Klerlein, Hermann Stehr: Erzählungen und Dichtungen. Heege, Schweidnitz 1914. (Die schlesischen Bücher. Band 1.)
- In der Sonne. Gedichte. Minden, Dresden, Leipzig o. J. [1918].
- Herz im Glück. Gebundene Zeilen. Heege, Schweidnitz, Breslau 1929. (Das schlesische Lied. Band 3.)
- Freund unter Freunden. Geschrieben an Paul Barsch. Selbstverlag, Neuenrade 1955. (Teildigitalisat, PDF-Datei; 185 kB)

## Herausgebertätigkeit
- Karl von Holtei: Christian Lammfell. 6. Auflage. Heege, Schweidnitz, Breslau.

## Beiträge in Periodika
- Der Gemittliche Schläsinger. Hauskalender für die Provinz Schlesien
- Kölnische Rundschau
- Monatsblätter. Organ der Breslauer Dichterschule (ab 1901: Der Osten. Literarische Monatsschrift der „Breslauer Dichterschule“)
- Der Oberschlesier. Monatsschrift für das heimatliche Kulturleben
- Paul Kellers Monatsblätter Die Bergstadt
- Schlesien. Eine Vierteljahrsschrift für Kunst, Wissenschaft und Volkstum
- Wir Schlesier! Halbmonatsschrift für schlesisches Wesen und schlesische Dichtung
- Die schlesischen Bücher
- Schlesische Rundschau. Die Zeitung aller Schlesier